# Régime spécial de retraites en Roumanie
Le régime spécial des retraites en Roumanie est un régime de retraite particulièrement généreux, destiné initialement aux juges, puis étendu à d'autres fonctionnaires, tels que personnels de police et judiciaires, diplomates et parlementaires. Financé presque intégralement par le budget de l'État, en accélération croissante, et couplé avec une politique de larges exonérations fiscales, il creuse le déficit budgétaire à un rythme accéléré, menaçant la stabilité financière du pays. Plusieurs projets de réforme ont été tentés sans succès, et l'Union européenne suit de près les nouveaux projets, menaçant de geler ses subventions si rien n'est fait. Par ailleurs, le rapport de 1 à 8 entre le montant moyen des retraites versées par ce régime et celles versées par le régime standard, attise le sentiment d'injustice, de clientélisme et de corruption au sein de la population, d'autant plus que ces retraites, versées après 25 ans d'activité, sont cumulables avec un emploi de fonctionnaire.  

## Bénéficiaires
Le système de régime spécial instauré à la fin des années 1990, a tout d'abord bénéficié aux juges, avant d'être étendu aux militaires, diplomates et parlementaires. Il a été supprimé en 2010, puis réintroduit en 2015, sur de nouvelles bases.  Au Parlement, où il ne bénéficiait initialement qu'aux Parlementaires, il a été étendu à l'ensemble du personnel, et au lieu d'être une alternative à la pension résultant de cotisations, il s'y est ajouté. Le droit spécial à la retraite est effectif après 25 années d'activité (ou au prorata pour les parlementaires) à l'âge de 60 ans, avec toutefois de nombreuses dérogations prévues permettant d'abaisser cet âge.
Le poids majeur du régime spécial est constitué des retraites versées à une partie du corps des fonctionnaires. Toutefois en décembre 2023 l'État affiche 425 000 bénéficiaires, en additionnant les pensions spéciales d'un montant dérisoire (74 lei mensuels, soit 15 € pour les près de 50 000 personnes ayant suivi une formation militaire entre 1950 et 1961 ou 112 lei, soit 52€ pour les 81 000 conjoints survivants) à moyen (700 à 3500 lei, principalement 181 990 victimes de la dictature et 18 000 anciens combattants, et d'autres catégories). 
La catégorie citée comme étant celle la plus favorisée est celle des magistrats, avec une moyenne annoncée de 21 000 lei. Au total, le coût pour décembre 2023 aurait été de 1,5 milliard de lei. 
En mars, une autre série de chiffres faisait état de 10.222 personnes bénéficiant de pensions spéciales « de service », avec une moyenne de 14 500 lei par mois (près de 3 000 €) et un maximum de 50 000 lei (10 000 euros). Ces droits à une pension privilégiée ont été accordés par tranches successives à certaines catégories professionnelles afin de les fidéliser. À titre de comparaison, le retraite moyenne en Roumanie à fin 2022 était de 1 856 lei, soit 371€. 

## Poids pour le budget de l'État
Le montant des subventions aux pensions spéciales était de 469 millions en 2016.
Selon le site cursdeguvernare.ro, la part des subventions dans le budget global des retraites en 2022 était de 23,7 milliards de lei (4,6 md s €), répartis à peu près également entre les pensions régulières attribuées à partir de 65 ans pour les hommes et 63 ans pour les femmes, acquises par cumul de points, et celles des régimes spéciaux acquises à 60 ou moins, calculées à hauteur de 85 % du dernier salaire, soit 12 mds pour les premiers et 11,7 pour les seconds.
Ce coût est attendu en forte augmentation, du fait d'un pic démographique prévu en 2032 pour les plus de 65 ans, et une baisse du nombre des actifs liés à la fin de l'interdiction de l'avortement en 1990, et à une émigration massive.
D'autre part, le montant des retraites ordinaires a été fortement réévalué en 2023 avant les prochaines élections, à la fois pour compenser l'inflation, et pour atténuer des écarts inéquitables entre professions. Les juges de leur côté ont attaqué l'État et ont vu une revalorisation de leur point d'indice de 25 %.

## Réformes et tentatives de réformes
Le régime a connu différentes tentatives de réformes. En 2017, le gouvernement annonce le plafonnement des retraites des militaires, qui ne suivront plus que le coût de l'inflation, au lieu de suivre en plus celle de l'évolution des salaires. En 2020, la fin du régime est annoncée pour les magistrats, qui menacent de se mettre en grève. En février 2021, les parlementaires votent la suppression de leur propre régime— symbolique, puisque cela ne représente que 1 % des sommes versées —, mais la mesure est censurée pour inconstitutionnalité. Une nouvelle suppression est votée en juin 2023, mais après passage par le Conseil constitutionnel, ne peut s'appliquer qu'aux futurs retraités. Un projet de réforme est en cours de discussion, qui augmenterait de 4 mois par an la durée de 25 ans actuellement en vigueur permettant de bénéficier d'une retraite spéciale.
Plusieurs pistes de réformes ont été proposées par la Banque mondiale à la Roumanie, allant de la mise en place d'un impôt sur les pensions spéciales (jusque-là exonérées y compris malgré des tentatives censurées par la Cour constitutionnelle) à une réforme globale des systèmes de pensions.
De son côté, l'Union européenne fait pression pour une suppression des pensions spéciales en contrepartie du versement d'une subvention au titre du plan de relance de 3 milliards d'euros.